# Technische ruimte

Een technische ruimte in de kelder van een gebouw.

Een technische ruimte is een ruimte in bijvoorbeeld een gebouw of bepaalde vervoersmiddelen, waarin technische onderdelen zijn geïnstalleerd, bijvoorbeeld ter regulering van het binnenklimaat, elektriciteit, leidingwater en riolering. De technische onderdelen in zo’n ruimte lopen sterk uiteen, maar voorbeelden zijn: een elektrotechnische verdeelinrichting, centrale verwarming, warmtedistributie, ventilatiesystemen, airconditioning, verschillende types aan pompen en ketels en telecommunicatiesystemen. Zo’n ruimte kan een of meerdere huizen of gebouwen bedienen.
Technische ruimtes zijn van belang voor een veilige en stabiele voorziening van gebouwen. Deze ruimtes zouden zo ontworpen moeten zijn dat er genoeg ruimte beschikbaar is wanneer er onderhoud of een reparatie uitgevoerd dient te worden.
Een type technische ruimte is een machinekamer.